# Monte Wexler
Il Monte Wexler  (in lingua inglese: Mount Wexler ) è una imponente montagna antartica situata 5 km a nord-nordovest del Monte Kaplan. Con i suoi 4.025 m di altezza è una delle vette più elevate dell'Hughes Range, catena montuosa che fa parte dei Monti della Regina Maud, in Antartide. 
Il monte fu scoperto e fotografato dal retroammiraglio Richard Evelyn Byrd durante il volo del 18 novembre 1929 per gettare le basi della sua prima spedizione verso il Polo Sud. Fu poi ispezionato nel 1957-58 dal geofisico Albert P. Crary (1911-1987), che ne assegnò la denominazione in onore del meteorologo Harry Wexler (1911-1962), responsabile scientifico dei programmi di esplorazione antartica degli Stati Uniti d'America nel 1957-58 durante l'Anno geofisico internazionale.